# Haematopota cognata
Haematopota cognata är en tvåvingeart som först beskrevs av Grunberg 1906.  Haematopota cognata ingår i släktet Haematopota och familjen bromsar. Inga underarter finns listade i Catalogue of Life.